# 브라이언 브로비
브라이언 에베네져 아제이 브로비(네덜란드어: Brian Ebenezer Adjei Brobbey, 2002년 2월 1일 ~ )는 네덜란드의 축구 선수이다. 그의 포지션은 스트라이커로, 현재 에레디비시의 아약스에서 활약하고 있다.

## 클럽 경력

### 초기 경력
브로비는 2010년 아약스 유소년 클럽에 입단하기 전까지 AFC에서 경력을 시작했다.

### 아약스
2020년 10월 31일, 브로비는 5-2로 이긴 포르튀나 시타르트와의 에레디비시 경기에서 교체 투입되어 골을 기록하며 아약스 데뷔전을 치렀다. 2020년 12월 9일, 그는 아탈란타와의 UEFA 챔피언스리그 조별 리그 경기에서 유럽대항전 데뷔전을 치렀고, 에릭 텐하흐 감독은 그의 활약을 칭찬했다.
2021년 2월 3일, 마르크 오버르마르스 아약스 단장은 브로비가 시즌 종료 후 계약이 만료됨에 따라 클럽을 떠날 것임을 확인하였다. 2월 18일, 브로비는 릴과의 UEFA 유로파리그 32강전 원정 경기 1차전에서 아약스의 두 번째 골을 넣어 유럽대항전 첫 골을 기록했다.

### RB 라이프치히
2021년 3월 12일, RB 라이프치히는 브로비의 영입을 발표했다. 아약스와 계약 기간이 만료된 후 2021년 7월 1일에 합류한다.

#### 아약스 복귀 (임대)
2021년 12월 27일, 브로비는 완전 영입 옵션 없이 6개월 임대로 아약스로 복귀할 것이라고 발표되었다. 그는 이전 시즌 위르헌 에켈렌캄프의 등번호 18번을 배정 받았다. 그는 2022년 1월 16일, FC 위트레흐트와의 원정 경기에서 선발로 출전해 2골을 기록한 뒤 70분에 데이비 클라선과 교체됐다. 경기는 3-0 승리를 거두었다.

### 아약스 복귀
2022년 7월 22일, 아약스는 €16.35M의 이적료와 옵션에 따라 €3M의 금액이 추가되는 5년 계약으로 브라이언 브로비 재영입을 발표하였다.

## 국가대표팀 경력
네덜란드에서 태어난 브로비는 가나 혈통이다. 브로비는 2018년과 2019년 UEFA U-17 축구 선수권 대회에서 네덜란드 U-17 대표팀 일원으로 참가해 두 대회에서 각각 우승했다.
2022년 10월, 브로비는 2022년 FIFA 월드컵의 네덜란드 대표팀 예비 명단에 포함되었다.

## 사생활
그는 축구 선수 데릭 루카센과 케빈 루카센 그리고 사무엘 브로비의 동생이다.

## 수상 내역
아약스
- 에레디비시: 2020–21, 2021–22
- KNVB컵: 2020–21[18]

네덜란드 U-17
- UEFA U-17 축구 선수권 대회: 2018,[14] 2019[15]

개인
- 에레디비시 이달의 재능: 2022년 5월,[19] 2022년 8월,[20] 2022년 10월[21]